# 結界師 烏森妖奇談
『結界師 烏森妖奇談』（けっかいし からすもりあやかしきだん）は、2007年5月24日にバンダイナムコゲームス（バンダイレーベル）から発売されたニンテンドーDS用ゲームソフト。初回限定版には結界師カードゲームの限定カードが、予約特典では式神クリーナーがそれぞれ付属された。

## 登場人物
- 墨村良守
- 雪村時音
- 斑尾
- 白尾

## モード
- ストーリーモード
  - プレイヤーは良守（能力値が高めなパワータイプ）か時音（能力値は良守より低めだが、結界の成形スピードが速いスピードタイプ）のどちらかを操作する
- ミニゲーム
  - 結界術修行：お手本通りに結界を作り完成にかかった時間を競う。
  - 情熱のトルネード：ラテン系紳士風式神を操り襲いくるG（ゴキブリ）を撃退し、倒した数を競う。
  - 結界リフティング：結界で岩を跳ね上げ、回数と高さを競う（良守と時音で岩の数と大きさが異なる）。
- チャレンジモード：ストーリーモードのボスと順番に戦っていく。
- スコアアタック

## おまけ
ゲーム内で登場する3つのパスワードを入力すると、原作者田辺イエロウが描き起こしたゲームオリジナルボス、日幻（ひげん）・雲山（うんぜん）が出現する。